# パルミラ攻勢 (2024年)
パルミラ攻勢（パルミラこうせい）は、2024年12月6日にシリア反体制派の勢力であるシリア自由軍がアメリカ合衆国の支援の下、不干渉地域 であるアッ・タンフからパルミラに攻め入った戦い。この攻勢でシリア軍は敗北し、バッシャール・アル＝アサド政権はシャーム解放機構によるホムスの戦いに続いての敗北となった。
シリア自由軍は12月7日、ダマスカス方面に向かう前に政権軍と衝突し、パルミラを制圧したと伝えられている。